# Johnson (Musikinstrumente)

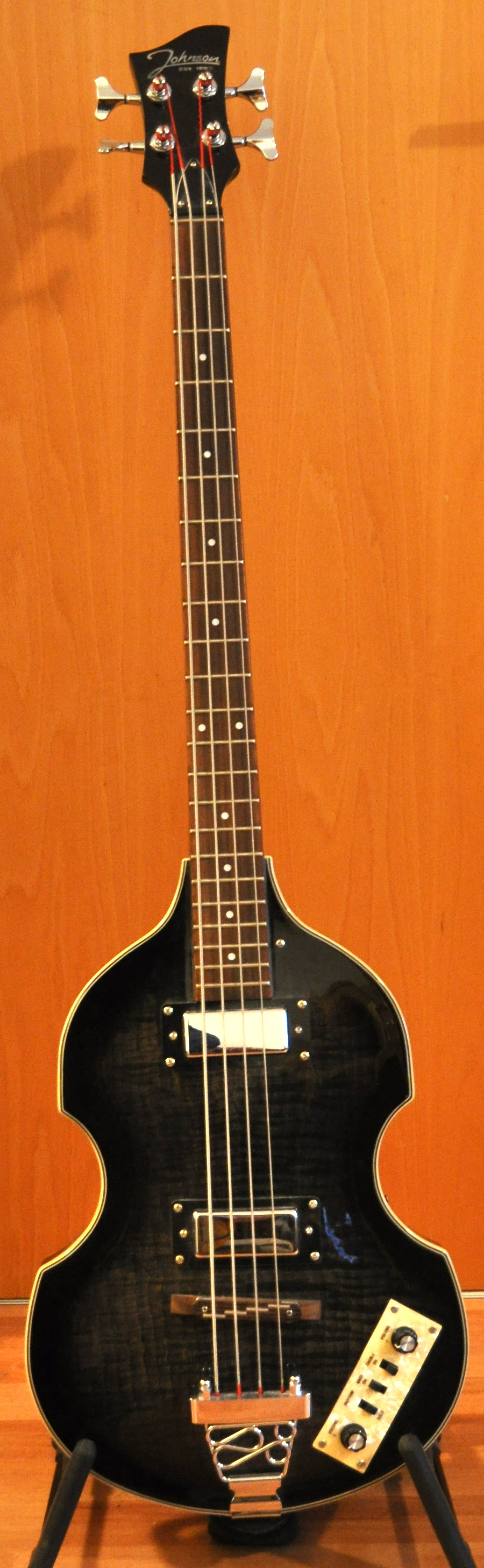
Johnson „Beatles Bass“, eine Kopie des Modells Höfner 500/1

Johnson Musical Instruments ist einer der bekanntesten Hersteller von Musikinstrumenten (E-Gitarren, Akustikgitarren, E-Bässe, Instrumentenverstärker) der unteren Preisklasse. Gegründet wurde das Unternehmen im Jahre 1993. Die Produkte werden in China hergestellt und in die ganze Welt exportiert. Dadurch ist es möglich, die Produkte zu einem verhältnismäßig günstigen Preis anzubieten. Die neueren Generationen der E-Bässe und E-Gitarren sind mit sogenannten Johnson EMG Pickups ausgestattet, bei denen ein ähnliches Konzept zur Unterdrückung von Störgeräuschen wie bei den originalen EMG-Tonabnehmern verwendet wird. Ebenfalls gibt es eine Reihe von E-Gitarrenverstärkern, bei denen Röhrentechnik zur Verstärkung genutzt wird. Des Weiteren wird kein billiges Sperrholz wie bei anderen Instrumentenherstellern der unteren Preisklasse verwendet, das zu Klangverlusten führt. Besonders beliebt sind Johnson-Musikinstrumente bei Anfängern und Musikern mit geringem Budget.